# Одзано-дель-Эмилия
Одзано-дель-Эмилия (итал. Ozzano dell'Emilia) —  коммуна в Италии, располагается в регионе Эмилия-Романья, в провинции Болонья.
Население составляет 12440 человек (2008 г.), плотность населения составляет 185 чел./км². Занимает площадь 65 км². Почтовый индекс — 40064. Телефонный код — 051.
Покровителем коммуны почитается святой Христофор, празднование 25 июля.

## Демография
Динамика населения:

## Города-побратимы
- Стаффансторп, Швеция

## Администрация коммуны
- Официальный сайт: http://www.comune.ozzano.bo.it/ Архивная копия от 27 марта 2010 на Wayback Machine